# Néo Sidirochóri
Néo Sidirochóri, en grec moderne : Νέο Σιδηροχώρι, est un village et un ancien dème du district régional de Rhodope en Macédoine-Orientale-et-Thrace en Grèce.
Selon le recensement de 2021, la population de l'ancien dème devenu district municipal depuis le programme Kallikratis de 2010 compte 2 213 habitants, celle de la communauté municipale 1 070 habitants, tandis que celle du village s'élève à 436 habitants.
Depuis 2010 le dème est fusionné au sein de celui de Komotiní.